# Katija Dragojevic

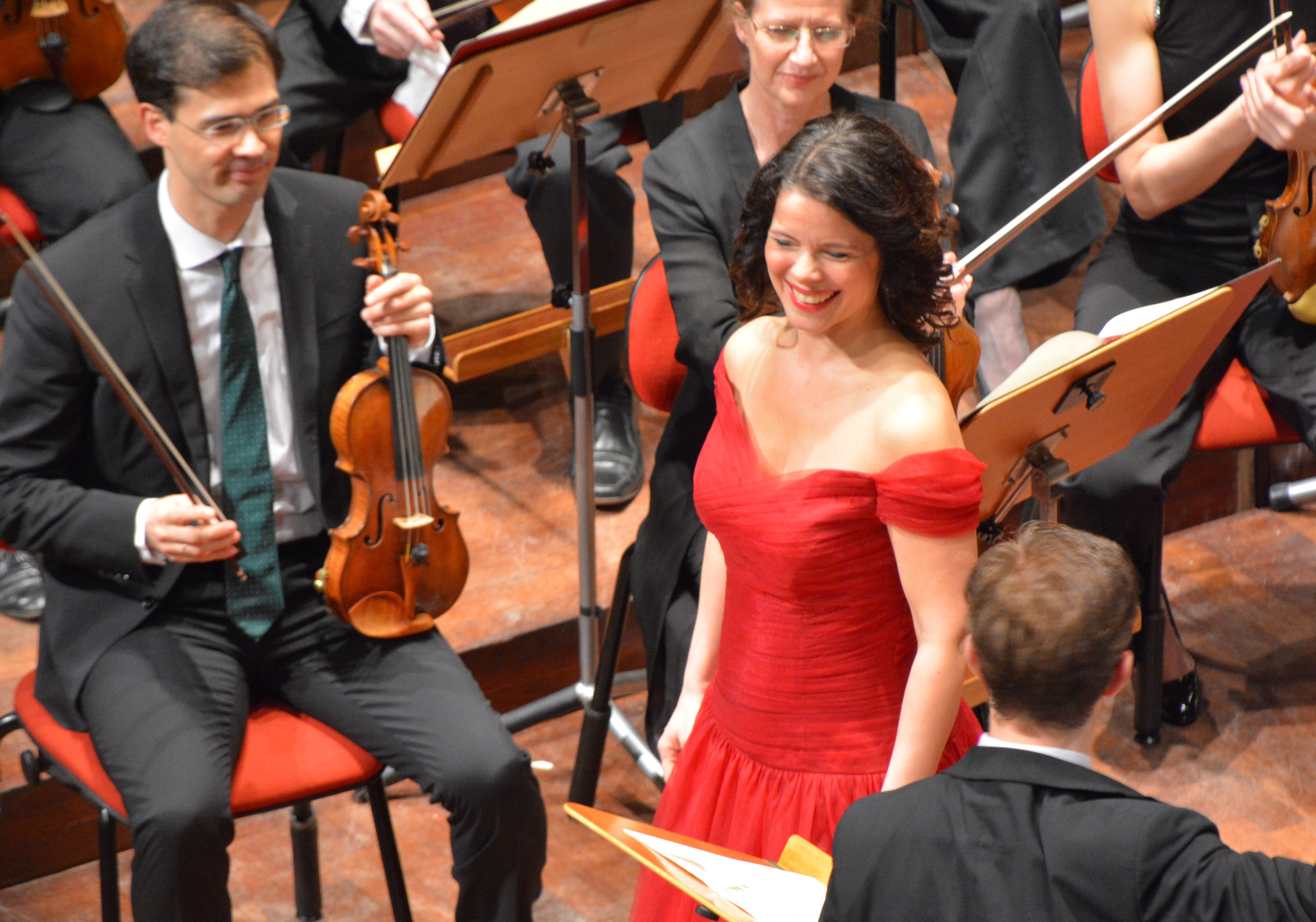
Katija Dragojevic mit dem Schwedischen Radio-Symphonieorchester in der Berwaldhalle (März 2016)

Katija Dragojevic Nylander (* 14. Juli 1970 in Stockholm) ist eine schwedische Opernsängerin (Mezzosopran).

## Leben
Dragojevic besuchte die Adolf Fredriks Musikklasser in Stockholm und sang in deren Mädchenchor. Danach studierte sie an der Königlichen Musikhochschule Stockholm und an der Guildhall School of Music and Drama in London. 2000 debütierte sie als Krista in Janáčeks Die Sache Makropulos am Théâtre Royal de La Monnaie in Brüssel. Ihre internationale Karriere führte sie als Kate Pinkerton und Siebel ans Royal Opera House Covent Garden in London, als Cherubino 2009 und 2011 zu den Salzburger Festspielen, nach Stockholm, Oslo und Luxemburg, sowie schließlich im Frühjahr 2012 auch an die Mailänder Scala, als Varvara nach Glasgow und Göteborg, sowie als Annio zum Edinburgh Festival und als Sesto ans Schlosstheater Drottningholm.
An der Königlichen Oper in Stockholm sang sie auch den Pagen in der Salome und die Meg Page in Verdis Falstaff, in Oslo die Titelpartie in Brittens The Rape of Lucretia, in Helsinki die Titelrolle in Rossinis La Cenerentola, in London und New York war sie als Lichas in Händels Hercules mit Les Arts Florissants zu hören. Am Theater an der Wien debütierte Dragojevic 2011 als La Musica, Messaggiera und Speranza in Monteverdis L’Orfeo. 2012 verkörperte sie dort die Melanto in Il ritorno d’Ulisse in patria und im März 2014 sang sie in Nikolaus Harnoncourts Da-Ponte-Zyklus die Dorabella. Diese Partie übernahm sie auch an der Scala unter Daniel Barenboim. Von Februar bis März 2015 verkörperte sie an der königlichen Oper in Stockholm den Xerxes in der gleichnamigen Oper von Georg Friedrich Händel.
Ihr Konzertrepertoire umfasst unter anderem Bachs Magnificat, Mozarts Große Messe in c-Moll und Mahlers Des Knaben Wunderhorn, sowie Michael Haydns Missa Sancti Hieronymi und das Temete Dominum. Beim Nobelpreis-Bankett des Jahres 2000 in Stockholm war sie als Solistin zu hören, in Kasper Holtens Verfilmung des Don Giovanni spielte und sang sie die Zerlina, eine Rolle, die sie auch auf der Bühne in Baden-Baden – neben Anna Netrebko als Donna Anna – verkörperte.